# Grand Slam (rugbi)
En rugbi, el Grand Slam (irlandès: Caithréim Mhór. Gal·lès: Y Gamp Gespa. Francès: Grand Chelem) ocorre quan un equip en el Torneig de les Sis Nacions (o el seu predecessor, torneig de les 5 nacions) aconsegueix batre tot els altres durant l'edició de l'any en curs. Això s'ha aconseguit un total de 38 vegades. Els primers a aconseguir-ho foren els gal·lesos el 1908, i més recentment i per darrera vegada Gal·les ho va tornar a aconseguir l'any 2019. L'equip amb més grand slam en el seu palmarès és Anglaterra.
En un altre context, el Grand Slam Tour es refereix  quan els Springbooks, els Wallabies o els All Blacks fan una gira al Regne Unit i Irlanda i aconsegueixen derrotar a les 4 seleccions illenques (Anglaterra, Irlanda, Escòcia i Gal·les). Això ho van aconseguir els Springbooks la temporada 1912–13, i més recentment Nova Zelanda l'any 2010.

## Torneig de les Sis/Cinc Nacions
En l'anual Torneig de les Sis Nacions (entre Anglaterra, Irlanda, Escòcia, Gal·les, França i Itàlia), i el seu predecessor el Torneig de les Cinc Nacions (abans que Itàlia s'unís l'any 2000), el Grand Slam s'atorga a l'equip que bat tots els altres durant l'edició en curs. Els guanyadors del Grand Slam, que sempre coincideix amb el guanyador del torneig, no reben un trofeu com a tal, sinó que es tracta d'una menció honorífica.
Tot i que el terme és molt antic, la primera vegada que s'usa en el món del rugbi amb el concepte actual, fou el 1957, en una preestrena d'un partit entre Anglaterra i Escòcia.
A partir d'aquí, el The Grand Slam honour s'ha aplicat retrospectivament  als equips que han guanyat tot els seus partits del torneig. També s'ha aplicat a les edicions de 1908 i 1909, quan els partits amb França es van disputar fora del torneig oficial. Tanmateix l'honor del Grand Slam no s'aplica a la versió anterior del torneig de les cinc nacions, el Home Nations Championship que es jugava sense la selecció francesa (1883–1907 i 1932–1939) – en aquest cas un equip que va guanyar tots els seus partits se li concedeix la Triple Corona, títol que honora a qui ha derrotat a la resta d'equips britànics.
Abans de la temporada 2000, cada equip juagava quatre partits, dos a casa i dos lluny de casa. Seguint la inclusió d'Itàlia dins 2000, cada equip juga cinc partits, dos a casa i tres fora en una mateixa temporada, i al contrari en la temporada següent. Quan Gal·les va guanyar el Grand Slam de 2005, aconseguí també ser el primer equip a fer-ho jugant més partit lluny del seu estadi que com jugant com a local. Això es va repetir l'any 2009 amb Irlanda que va guanyar a Roma, Cardiff i Edimburg.

### Taula de guanyadors del Grand Slam
| Nació      | Títols | Temporades                                                                   |
| ---------- | ------ | ---------------------------------------------------------------------------- |
| Anglaterra | 13     | 1913, 1914, 1921, 1923, 1924, 1928, 1957, 1980, 1991, 1992, 1995, 2003, 2016 |
| Gal·les    | 12     | 1908*, 1909*, 1911, 1950, 1952, 1971, 1976, 1978, 2005, 2008, 2012, 2019     |
| França     | 10     | 1968, 1977, 1981, 1987, 1997, 1998, 2002, 2004, 2010, 2022                   |
| Irlanda    | 4      | 1948, 2009, 2018, 2023                                                       |
| Escòcia    | 3      | 1925, 1984, 1990                                                             |
| Itàlia     | 0      | —                                                                            |

### Llista cronològica de guanyadors del Grand Slam
| Any            | Equip                            | Notes                            |                   |
| Quatre Nacions | Quatre Nacions                   | Quatre Nacions                   |                   |
| -------------- | -------------------------------- | -------------------------------- | ----------------- |
| 1908*          | Gal·les                          |                                  |                   |
| 1909*          | Gal·les                          |                                  |                   |
| Cinc Nacions   |                                  |                                  |                   |
| 1911           | Gal·les                          | També amb la Triple Corona       |                   |
| 1913           | Anglaterra                       | També amb la Triple Corona       |                   |
| 1914           | Anglaterra                       | També amb la Triple Corona       |                   |
| 1915–19        | I Guerra Mundial                 | I Guerra Mundial                 | I Guerra Mundial  |
| 1921           | Anglaterra                       | També amb la Triple Corona       |                   |
| 1923           | Anglaterra                       | També amb la Triple Corona       |                   |
| 1924           | Anglaterra                       | També amb la Triple Corona       |                   |
| 1925           | Escòcia                          | També amb la Triple Corona       |                   |
| 1928           | Anglaterra                       | També amb la Triple Corona       |                   |
| 1932–39        | França fou expulsada del torneig | França fou expulsada del torneig |                   |
| 1940–46        | II Guerra Mundial                | II Guerra Mundial                | II Guerra Mundial |
| 1948           | Irlanda                          | També amb la Triple Corona       |                   |
| 1950           | Gal·les                          | També amb la Triple Corona       |                   |
| 1952           | Gal·les                          | També amb la Triple Corona       |                   |
| 1957           | Anglaterra                       | També amb la Triple Corona       |                   |
| 1968           | França                           |                                  |                   |
| 1971           | Gal·les                          | També amb la Triple Corona       |                   |
| 1976           | Gal·les                          | També amb la Triple Corona       |                   |
| 1977           | França                           |                                  |                   |
| 1978           | Gal·les                          | També amb la Triple Corona       |                   |
| 1980           | Anglaterra                       | També amb la Triple Corona       |                   |
| 1981           | França                           |                                  |                   |
| 1984           | Escòcia                          | També amb la Triple Corona       |                   |
| 1987           | França                           |                                  |                   |
| 1990           | Escòcia                          | També amb la Triple Corona       |                   |
| 1991           | Anglaterra                       | També amb la Triple Corona       |                   |
| 1992           | Anglaterra                       | També amb la Triple Corona       |                   |
| 1995           | Anglaterra                       | També amb la Triple Corona       |                   |
| 1997           | França                           |                                  |                   |
| 1998           | França                           |                                  |                   |
| Sis Nacions    |                                  |                                  |                   |
| 2002           | França                           |                                  |                   |
| 2003           | Anglaterra                       | També amb la Triple Corona       |                   |
| 2004           | França                           |                                  |                   |
| 2005           | Gal·les                          | També amb la Triple Corona       |                   |
| 2008           | Gal·les                          | També amb la Triple Corona       |                   |
| 2009           | Irlanda                          | També amb la Triple Corona       |                   |
| 2010           | França                           |                                  |                   |
| 2012           | Gal·les                          | També amb la Triple Corona       |                   |
| 2016           | Anglaterra                       | També amb la Triple Corona       |                   |
| 2018           | Irlanda                          | També amb la Triple Corona       |                   |
| 2019           | Gal·les                          | També amb la Triple Corona       |                   |
| 2022           | França                           |                                  |                   |
| 2023           | Irlanda                          | També amb la Triple Corona       |                   |

* Dins 1908 i 1909 partits amb França van ser jugats, tot i que no formaven part del torneig.

## Grand Slam tours
Un Grand Slam tours és una gira feta per les seleccions de rugbi de Nova Zelanda, Sud-àfrica o Austràlia que juga els seus partits contra les 4 seleccions de les illes britàniques (Anglaterra, Gal·les, Irlanda i Escòcia). Si els visitants guanyen tots quatre partits, es diu que han aconseguit un Grand Slam.
Concretament, quatre vegades Sud-àfrica i Nova Zelanda han aconseguit la fita, i un cop Austràlia. Sud-àfrica, a més a més, en les seves gires de 1912–13 i 1951–52 va aconseguir el Cinc Nacions, al derrotar també a França.
Austràlia és l'única selecció que la temporada 1957–58 va fer un Grand Slam de derrotes, en ser derrotada per les quatre seleccions.
Després de 1984, les seleccions de l'hemisferi sud han jugat més partits a l'hemisferi nord, però s'han organitzat menys gires el que ha fewt que no hi hagués cap Grand Slam entre 1984 i 1998. Tanmateix, de llavors ençà les gires han esdevingut bastant comunes un altre cop, tot i que a vegades en comptes de partits entre seleccions, hi hagut partits entre seleccions i clubs.

### Grand Slams tour
| Sud-Àfrica (4)   | 1912–13, 1931–32, 1951–52, 1960–61 |
| Nova Zelanda (5) | 1978, 2005, 2008, 2010             |
| Austràlia (1)    | 1984                               |

### Llista de gires de Rematada Magnífica
Llista de totes gires Grand Slam
| Any     | Equip        | Guanyats-Perduts | Resultat | Marcador   | Marcador | Marcador | Marcador |
| Any     | Equip        | Guanyats-Perduts | Resultat | Anglaterra | Irlanda  | Escòcia  | Gàl·les  |
| ------- | ------------ | ---------------- | -------- | ---------- | -------- | -------- | -------- |
| 1905    | Nova Zelanda | X                | 3 - 1    | 0 - 15     | 0 - 15   | 7 - 12   | 3 - 0    |
| 1906    | Sud-àfrica   | X                | 2 - 1    | 3 - 3      | 12 - 15  | 6 - 0    | 0 - 11   |
| 1912-13 | Sud-àfrica   | Y                | 4 - 0    | 3 - 9      | 0 - 38   | 0 - 16   | 0 - 3    |
| 1927-28 | Austràlia    | X                | 2 - 2    | 18 - 11    | 3 - 5    | 10 - 8   | 8 - 18   |
| 1931-32 | Sud-àfrica   | Y                | 4 - 0    | 0 - 7      | 3 - 8    | 3 - 6    | 3 - 8    |
| 1935-36 | Nova Zelanda | X                | 2 - 2    | 13 - 0     | 9 - 17   | 8 - 18   | 13 - 12  |
| 1947-48 | Austràlia    | X                | 3 - 1    | 0 - 11     | 3 - 16   | 7 - 16   | 6 - 0    |
| 1951-52 | Sud-àfrica   | Y                | 4 - 0    | 3 - 8      | 5 - 17   | 0 - 44   | 3 - 6    |
| 1953-54 | Nova Zelanda | X                | 3 - 1    | 0 - 5      | 3 - 14   | 0 - 3    | 13 - 8   |
| 1958    | Austràlia    | X                | 0 - 4    | 9 - 6      | 9 - 6    | 12 - 8   | 9 - 3    |
| 1960-61 | Sud-àfrica   | Y                | 4 - 0    | 0 - 5      | 3 - 8    | 5 - 12   | 0 - 3    |
| 1963-64 | Nova Zelanda | X                | 3 - 0    | 0 - 14     | 5 - 6    | 0 - 0    | 0 - 6    |
| 1966-67 | Austràlia    | X                | 2 - 2    | 11 - 23    | 15 - 8   | 11 - 5   | 11 - 14  |
| 1969-70 | Sud-àfrica   | X                | 0 - 2    | 11 - 8     | 8 - 8    | 6 - 3    | 6 - 6    |
| 1972-73 | Nova Zelanda | X                | 3 - 0    | 0 - 9      | 10 - 10  | 9 - 14   | 16 - 19  |
| 1975-76 | Austràlia    | X                | 1 - 3    | 23 - 6     | 10 - 20  | 10 - 3   | 28 - 3   |
| 1978    | Nova Zelanda | Y                | 4 - 0    | 6 - 16     | 6 - 10   | 9 - 18   | 12 - 13  |
| 1981-82 | Austràlia    | X                | 1 - 3    | 15 - 11    | 12 - 16  | 24 - 15  | 18 - 13  |
| 1984    | Austràlia    | Y                | 4 - 0    | 3 - 19     | 9 - 16   | 12 - 37  | 9 - 28   |
| 1998    | Sud-àfrica   | X                | 3 - 1    | 13 - 8     | 13 - 27  | 10 - 35  | 20 - 28  |
| 2004    | Sud-àfrica   | X                | 2 - 2    | 32 - 16    | 17 - 12  | 10 - 45  | 36 - 38  |
| 2005    | Nova Zelanda | Y                | 4 - 0    | 19 - 23    | 7 - 45   | 10 - 29  | 3 - 41   |
| 2008    | Nova Zelanda | Y                | 4 - 0    | 6 - 32     | 3 - 22   | 6 - 32   | 9 - 29   |
| 2009    | Austràlia    | X                | 2 - 1    | 9 - 18     | 20 - 20  | 9 - 8    | 12 - 33  |
| 2010    | Nova Zelanda | Y                | 4 - 0    | 16 - 26    | 18 - 38  | 3 - 49   | 25 - 37  |
| 2010    | Sud-àfrica   | X                | 3 - 1    | 11 - 21    | 21 - 23  | 21 - 17  | 25 - 29  |
| 2013    | Austràlia    | X                | 3 - 1    | 20 - 13    | 15 - 32  | 15 - 21  | 26 - 30  |